# バングラデシュの世界遺産

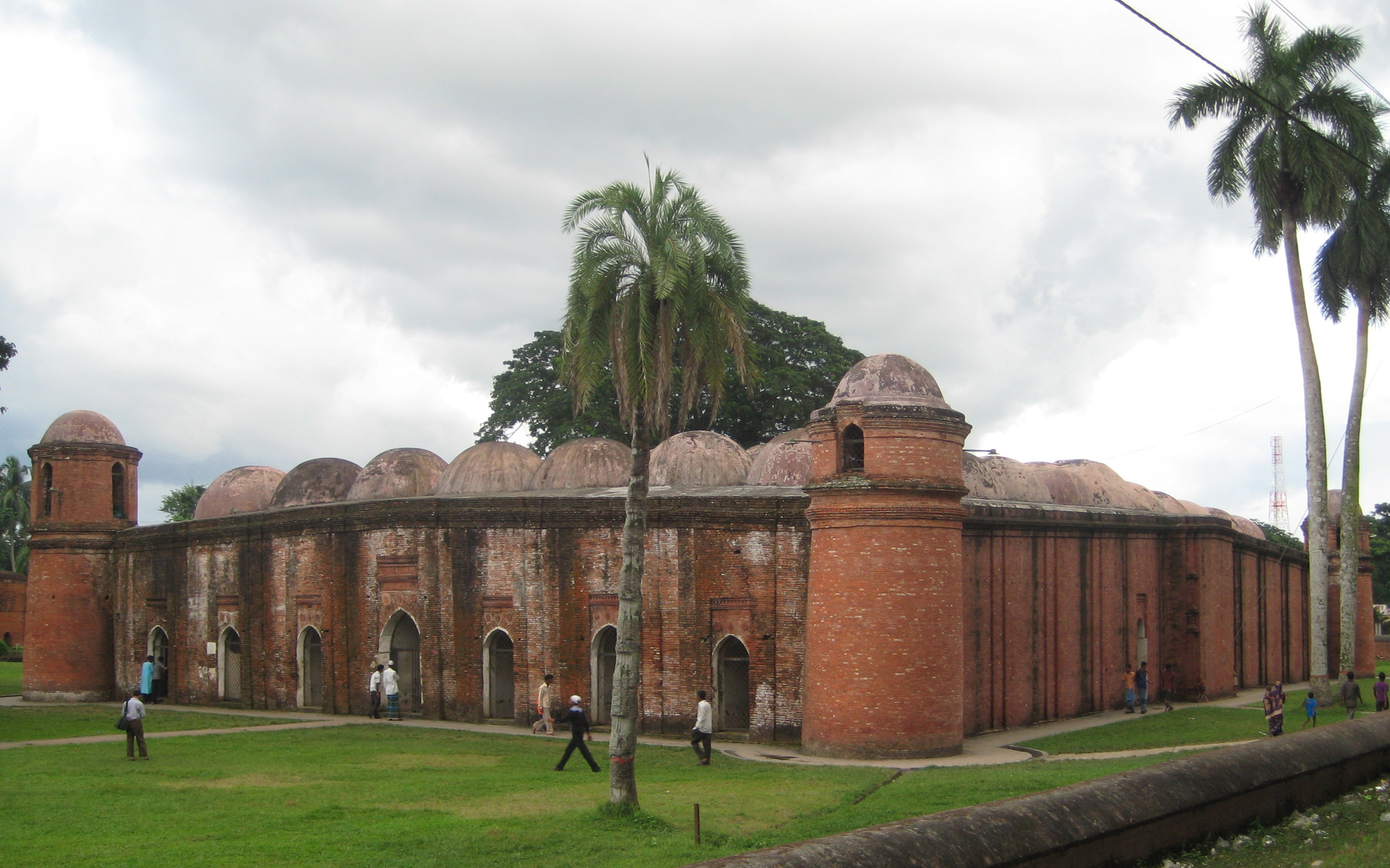
バゲルハットのモスク都市

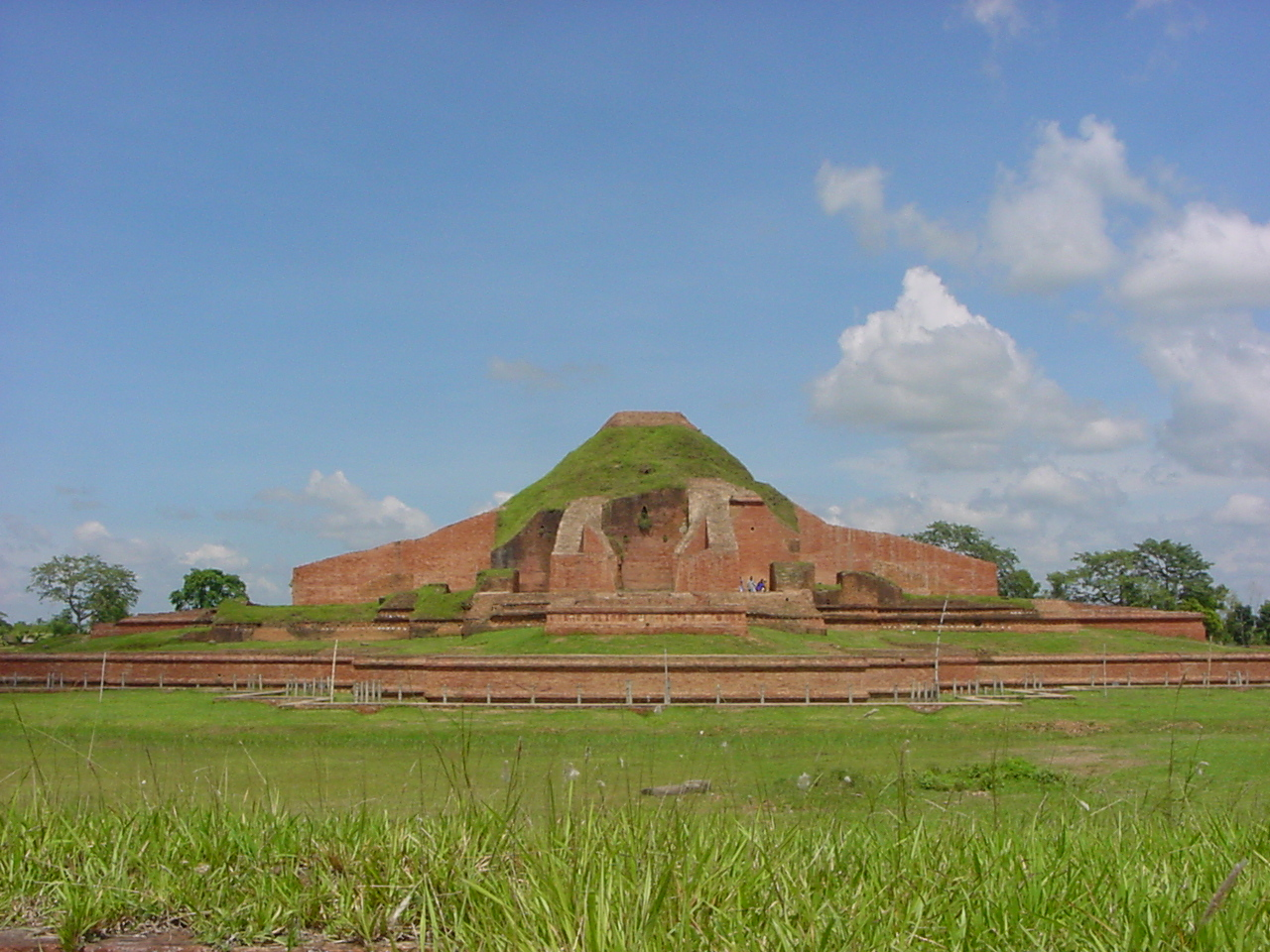
パハルプールの仏教寺院遺跡群

バングラデシュの世界遺産（バングラデシュのせかいいさん）はユネスコの世界遺産に登録されているバングラデシュ国内の文化・自然遺産の一覧。

## 文化遺産
- バゲルハットのモスク都市 - （1985年）
- パハルプールの仏教寺院遺跡群 - （1985年）

## 自然遺産
- シュンドルボン - （1997年）

## 複合遺産
なし